# Biotopverbund Welsengraben

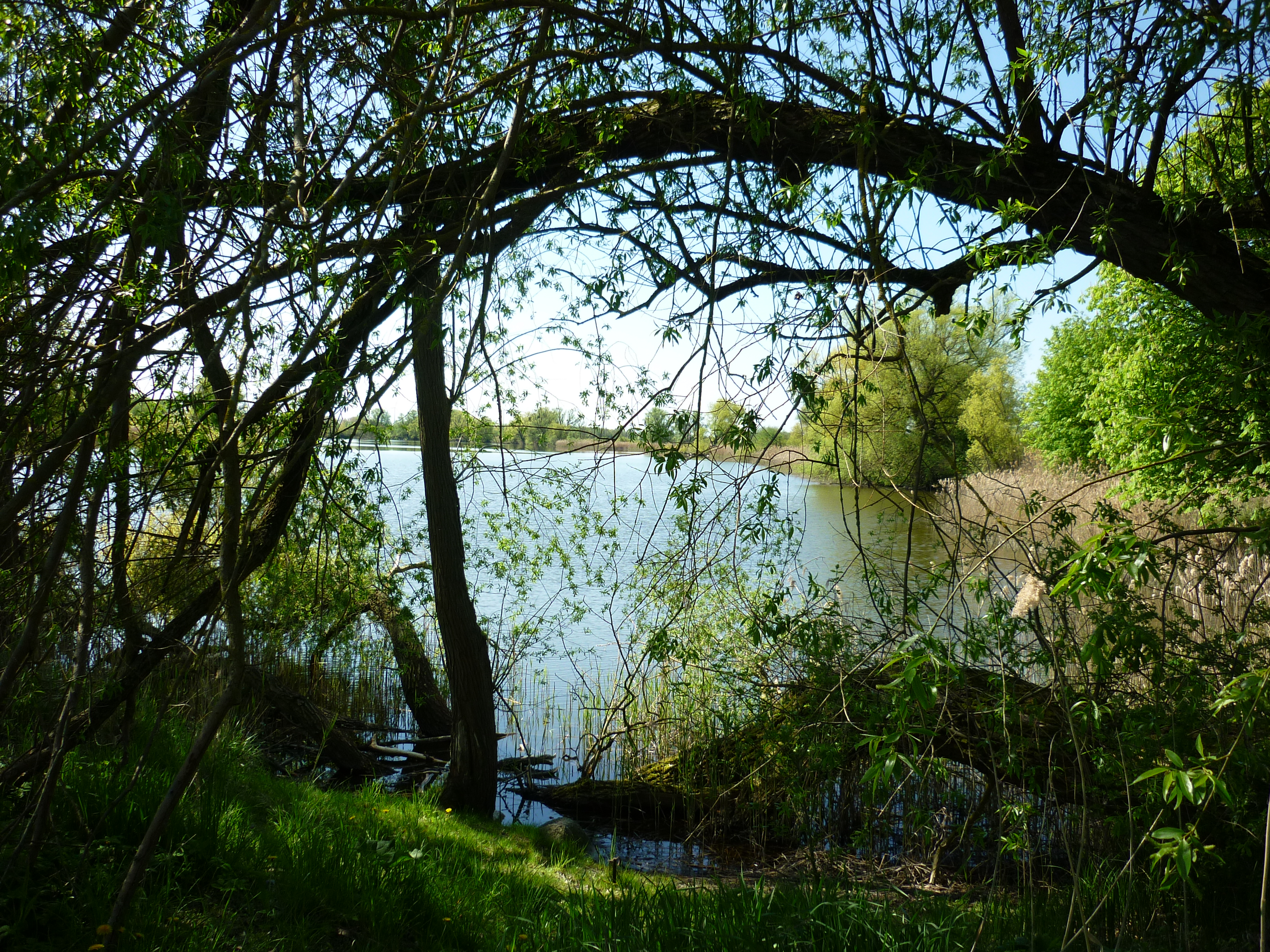
Naturschutzgebiet Biotopverbund Welsengraben (Mai 2016)

Das Naturschutzgebiet Biotopverbund Welsengraben liegt auf dem Gebiet der Städte Zehdenick und Gransee im Landkreis Oberhavel in Brandenburg.
Das Gebiet mit der Kenn-Nummer 1169  wurde mit Verordnung vom 24. Mai 2004 unter Naturschutz gestellt. Das rund 292 ha große Naturschutzgebiet erstreckt sich östlich der Kernstadt von Gransee. Westlich verläuft die B 96 und südlich die Landesstraße L 22. Der Geronsee erstreckt sich westlich.